# Estação Ferroviária de Freixo de Espada à Cinta
A Estação Ferroviária de Freixo de Espada à Cinta foi uma estação da Linha do Sabor, que servia nominalmente a vila de Freixo de Espada à Cinta (situando-se a 19 km desta), no distrito de Bragança, em Portugal.

## História

### Construção e aberta ao serviço
Em Julho de 1926, foi noticiado que iriam recomeçar as obras na Linha do Sabor no troço além de Carviçais, após um longo período de interrupção; nesta altura, já várias estações estavam concluídas há vários anos, incluindo a de Freixo de Espada à Cinta; o edifício de passageiros situava-se do lado sudeste da via. O troço entre Carviçais e Lagoaça abriu à exploração em 6 de Julho de 1927.

### Ligações rodoviárias
Entre 1931 e 1935, a Junta Autónoma das Estradas ligou esta estação à vila de Freixo de Espada à Cinta (atual EN220) encurtando a distância por estrada para 19 km (desnível acumulado de +334−475 m).

### Encerramento

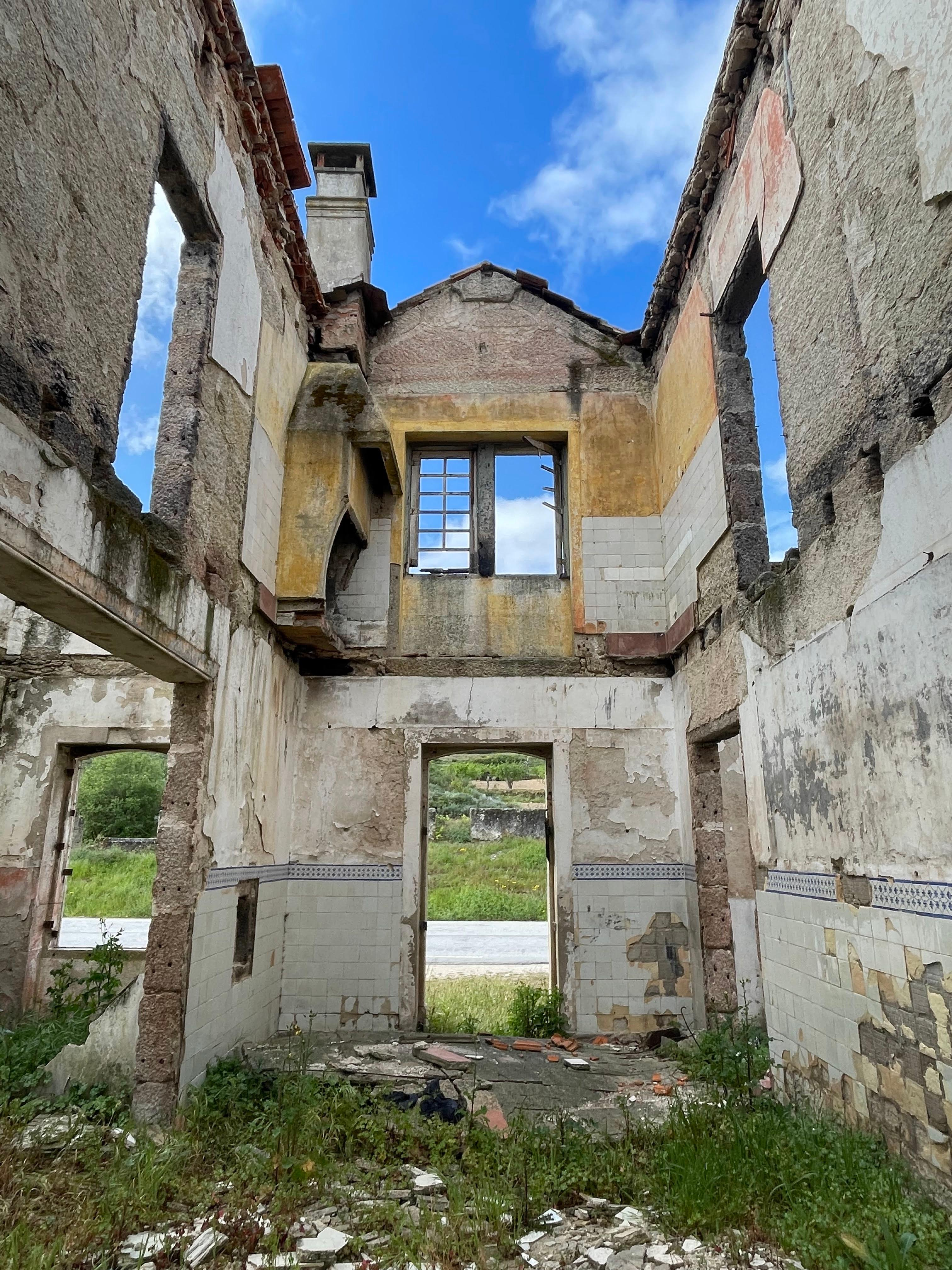
Interior da Estação

A linha foi encerrada em 1988.

## Leitura recomendada
- TABORDA, Joaquim Augusto Ramos (2004). Freixo de Espada à Cinta: monografia. Lisboa: Negócios. 74 páginas. ISBN 972-99392-0-9